# Club Atlético Sarmiento (La Banda)
El Club Atlético Sarmiento es una institución deportiva de la ciudad de La Banda, Argentina. Fue fundada el 16 de abril de 1909. Su principal actividad deportiva es el fútbol. Es el club más grande de esa ciudad y también uno de los clubes más antiguos de la provincia de Santiago del Estero. Desde 2024, participa en el Torneo Federal A, la tercera categoría del Fútbol Argentino.
Durante su historia, el club se ha destacado en el fútbol, en donde se consagró en un total de veinticinco ocasiones en la Liga Santiagueña de Fútbol, siendo el tercer equipo más laureado de esta competencia. A nivel nacional ganó el Torneo del Interior 2010 (quinta categoría) y del Torneo Regional Federal Amateur 2023-24 (cuarta categoría). En 1917 fue el primer equipo santiagueño afiliado a la Asociación del Fútbol Argentino (AFA).
Además del fútbol, Sarmiento cuenta con otras disciplinas: taekwondo, boxeo, kickboxing, vóley, hockey sobre césped, judo y CrossFit.

## Historia

### Fundación
El club Sarmiento nació en el barrio centro de La Banda, muy cerca del viejo templo Santiago Apóstol, entre las calles Pedro León Gallo, Balcarce, Garay, Moreno y Avellaneda, en un baldío rodeado de carpas de gitanos, entre 1900 y 1905. En sus inicios se denominó Normal Club, ya que sus primeros afiliados eran alumnos, profesores y preceptores de la Escuela Normal Superior “Dr. José B. Gorostiaga”.
Tuvo como origen la fusión de dos pequeños clubes que se disputaban la supremacía del juego de fútbol en La Banda. Uno acaudillado por don José María Heredia y el otro por don Julio Trejo los que, cansados de luchar, a base de voluntad resolvieron fusionarse. El 16 de abril de 1909, celebraron una asamblea de común acuerdo, en donde resolvieron constituir un solo club. Para bautizar a la naciente institución, se propusieron dos nombres: el del presidente Domingo Faustino Sarmiento y el del almirante Guillermo Brown, ganando la votación el nombre del primero. A partir de allí, el club pasó a ser conocido como Club Atlético Sarmiento, por esa razón le dicen el Profesor, un apodo que nació en 1971 cuando en las tribunas se oyó el “Dale profe”, como una manera de referirse al padre de la educación argentina.
En el historial futbolístico del club figuran los nombres relevantes de Coco Gallardo, Manuel Bellido, Eberto Lencinas, Luis More, Ramón Barraza (padre e hijo), los hermanos Urquiza, el zurdo Sayago, Carrillo, Moscardini, Toto Suárez, Orlando Suárez, Pepe Casares, Albarracín, Macció, Américo Santillán, Pepe Bellido, Padilla, Gringo Bobba, Jorge Ávila, López, Carabajal, Paz, Soria, Lastra, Casares, Avallay, Alzogaray, Ledesma y los arqueros Aguirre, Leiva, Generoso, Ruiz, Cavalieri, entre otros. Cabe consignar que el Zurdo Sayago y Coco Gallardo fueron preseleccionados para el fútbol grande.

### Copa Argentina 1969
En 1969 participó en la antigua Copa Argentina, siendo el primer club santiagueño en participar en la primera edición de ese certamen, marcando un hito en la historia del fútbol de esa provincia.
Sarmiento logró entrar entre los mejores 16 equipos al eliminar en la primera fase a Los Andes con un triunfo 2-0 de local, con goles de Bellido y Luna, y de caer como visitante por 1-0 en Lomas de Zamora con un gol de Silva. En los octavos de final se enfrentó a Boca Juniors, donde fue eliminado por el equipo que luego sería campeón.

### Torneo Regional 1982-83
En 1982 hacía su debut en el ex Torneo Regional de la AFA, donde fue eliminado por Atlético Concepción de la Banda del Río Salí, Tucumán en el último encuentro por la Zona Norte.

### Torneo Argentino B 1995-96
En el Torneo Argentino B 1995-96 perdió la final con Almirante Brown de Arrecifes y la posibilidad de ascender al Torneo Argentino A.

### Regreso al Torneo Argentino B
En 2010, y luego de siete participaciones consecutivas, se consagraría campeón del Torneo del Interior al vencer en la final a Atlético Paraná y lograr el ascenso al Torneo Argentino B.

### Retorno a la Copa Argentina
En la edición 2011-12, Sarmiento derrotó por 1-0 a Atlético Concepción con un gol de Pablo Ledesma en el minuto 82 y se clasificó para la siguiente instancia donde se enfrentará ante San Martín de Tucumán, donde perdió por 4-0 y quedó afuera de la Copa Argentina.
En la edición 2012-13, Sarmiento consiguió su primera victoria ante Sportivo Fernández en la fase preliminar por 3-1 y accedió a la siguiente instancia contra Mitre, en la que ganó 4-3 por penales. En la próxima disputa fue contra Central Córdoba en la que perdió por 2-0 y quedó afuera de la Copa Argentina.
En la edición 2013-14, Sarmiento perdió en la primera fase preliminar regional contra Sarmiento de Leones por 4-0 y quedó eliminado en la Copa Argentina.
En la edición 2014-15, Sarmiento fue derrotado por Atlético Güemes por 3-1 en la primera fase preliminar regional y fue eliminado de la Copa Argentina.

### Torneo Regional Federal Amateur 2023-24

#### Ascenso al Torneo Federal A
El 11 de febrero de 2024, Sarmiento jugó la final del Torneo Regional Federal Amateur disputada en el Estadio Bicentenario de Catamarca, donde consiguió el ascenso histórico al Torneo Federal A contra Altos Hornos Zapla de Jujuy al vencerlo por 3-0. Los goles del campeón fueron anotados por Rodrigo Herrera, Claudio Vega y Pablo López.

### Torneo Federal A 2024

#### Clasficación a las semifinales
El 15 de septiembre, Sarmiento dio un paso histórico al meterse en las semifinales del Torneo Federal A por el ascenso a la Primera Nacional tras derrotar por 1-0 a Sol de América de Formosa en un partido correspondiente a la 9ª fecha de la zona B de la fase campeonato gracias a un golazo anotado por Pablo López a los 45 minutos de la primera parte, antes del descanso. El mediocampista llegó al área, tiró un sobrerito para sacarse a un defensor, gambeteó a otro y definió con mucha clase al segundo palo. El conjunto bandeño llegó con una chance clara de avanzar a la próxima instancia y no la desperdició. Hizo pesar su fuerte localía para sumar los tres puntos y alimentar su ilusión de ascenso. Con este resultado, Sarmiento alcanzó los 17 puntos y se acomodó en el segundo puesto de la zona B a uno de Central Norte, que se clasificó como el líder del grupo.

#### Semifinales
Partido de ida
El 22 de septiembre, Sarmiento volvió a hacerse fuerte de local y logró una valiosa victoria ante Ciudad Bolívar en el partido de ida de las semifinales del Torneo Federal A. El Profe se impuso por 1-0 gracias al gol de Iván Garzón, quien aprovechó una floja salida del arquero visitante para desatar el festejo en el estadio Ciudad de La Banda. "El Cele" salió con todo en el segundo tiempo y dispuso de un par de oportunidades para llegar al empate pero falló en los últimos metros. Sobre los 18 minutos, ambos se quedaron don diez debido a las expulsiones de Axel Pinto en Sarmiento y Javier Sequeyra en el elenco bonaerense.
Partido de vuelta
El 29 de septiembre, empató 0-0 de visitante ante Ciudad Bolívar y alcanzó la clasificación a la final del Torneo Federal A por el ascenso a la Primera Nacional, favorecido por el 1-0 logrado de local. En espera por Central Norte de Salta o Santamarina de Tandil.

#### Final
El 6 de octubre, tras igualar sin goles durante los 90 minutos, Sarmiento cayó en los penales ante Central Norte por 4-3 en la definición desde los doce pasos y no pudo conseguir el ascenso a la Primera Nacional. Por lo que afrontó la Reválida por el segundo ascenso.

#### Reválida
Octavos de final (ida y vuelta)
El 13 de octubre, Sarmiento logró hoy un importante triunfo como visitante en el duelo de ida de la Reválida del Torneo Federal A, al imponerse por 3-1 sobre Sportivo Estudiantes de San Luis. El conjunto bandeño tuvo en Rodrigo Bernal, Axel Pinto y Pablo López a sus goleadores, mientras que el descuento para los puntanos llegó gracias a Emanuel Díaz.
El 21 de octubre, clasificó a los cuartos de final de la Reválida al sentenciar la serie ante Sportivo Estudiantes de San Luis con un 1-0 de local, redondeando un resultado global 4-1, luego de la gran victoria de visitante. El único gol del partido llegó a los 31 minutos del complemento a través de un penal ejecutado por Rodrigo Herrera.
Cuartos de final (ida y vuelta)
El 26 de octubre logró sumar un valioso empate al terminar 1-1 ante Olimpo en el partido de ida de la Reválida del Torneo Federal A, disputado en el estadio Roberto Carminatti, en Bahía Blanca, provincia de Buenos Aires. Los goles del encuentro fueron anotados por Diego Ramírez, a los 2 minutos de juego para el dueño de casa, y Rodrigo Bernal, a los 20, a favor del elenco visitante. 
El 3 de noviembre, consiguió la clasificación en las semifinales de la reválida del Torneo Federal A en el estadio Ciudad de La Banda, con un pueblo sarmientista que sigue soñando con el ascenso a la Segunda División del fútbol argentino. El Profe empató como local 1-1 en el partido de vuelta ante Olimpo y sacó boleto a la siguiente fase debido a la ventaja deportiva. El elenco bandeño se puso en ventaja sobre los 21 minutos con un gol de penal de Rodrigo Herrera, que luego de ser vistas las imágenes se señala que la mano que origina el cobro fue fuera del área. Sin embargo la alegría le duró poco ya que dos minutos después Leandro Espejo estampó el empate que no se iría a modificar. El partido contó con un cuestionado arbitraje de Joaquín Gil, además que no se dejó ingresar a los medios partidarios de la visita. Al final del partido, los jugadores de Olimpo pidieron explicaciones al árbitro, mientras que la barra local tiró proyectiles a los visitantes.
Semifinal (ida y vuelta)
El 10 de noviembre, Sarmiento logró un triunfo ante Germinal de Rawson en el partido de vuelta en la semifinal y dio un gran paso hacia la final, El Profe se impuso por 1-0 en Chubut por la ida de la semifinales de la Reválida con un gol tempranero de Gabriel Fernández sobre los 5 minutos de juego. A los 17 minutos, el cuadro local había equilibrado el resultado, con un gol de Gabriel Ramírez, que fue anulado por el guardalíneas. Las imágenes del gol evidenciaron que el gol fue mal anulado.
El 17 de noviembre, Sarmiento logró meterse en la final de la Reválida del Torneo Federal A al superar por 2-1 a Germinal de Rawson en el partido de vuelta de las semifinales de esta etapa, se impuso gracias a los goles anotados por Claudio Vega, a los 33 minutos del primer tiempo, y Ezequiel Navarro en contra, a los 13 del complemento. Mientras que el tanto del Verde fue marcado por Rodrigo Ríos a los 4 de la etapa inicial. El conjunto dirigido por Pablo Martel se impuso en la ida por 1-0 y llegaba a este encuentro en casa con la misión de defender la ventaja y sellar el boleto a la final de esta fase. Sin embargo, la cosa arrancó mal ya que a los 4 minutos Rodrigo Ríos se escapó a espaldas de la defensa y definió al primer palo. Parecía un golpe duro, pero Sarmiento supo reponerse y a los 33 encontró la igualdad tras un pelotazo de Alan Tevez que bajó con categoría Claudio Vega y definió de mejor manera. Así, El Profe acariciaba la clasificación. Sin embargo, el equipo bandeño siguió apostando al ataque y fue en busca de la victoria. El premio llegó a los 13 minutos tras una pelota parada. Pablo López remató con potencia, la pelota pegó en el travesaño, de cabeza la empujó Rodrigo Bernal y el defensor Ezequiel Navarro se llevó por delante el balón y decretó el triunfo del Sarmiento. A los 27 minutos, el árbitro Gustavo Benites pasó por alto un claro penal del defensa Alan Tevez.
Final (ida y vuelta)
El 24 de noviembre, Sarmiento perdió por primera vez en lo que va de la Reválida al caer por 1-0 ante Villa Mitre en el partido de ida de la final de esta instancia que tiene el Torneo Federal A, disputado en El Fortín de Bahía Blanca. El único gol del encuentro fue anotado a los 6 minutos de la primera parte a través de Maximiliano López. El conjunto bahiense fue el mejor plantado en la cancha y el que generó las mejores situaciones de gol. De arranque pegó con una jugada que inició por derecha y terminó definiéndose en el balcón del área con el remate preciso, a la derecha del arquero, de Maximiliano López. En esa primera parte, Villa Mitre tuvo otra situación muy clara, nuevamente en los pies de López. El mediocampista apareció por izquierda, dejó tirado a Juan Mendonça pero su remate pegó en el palo. En el complemento el local siguió atacando, sabiendo que la ventaja mínima era poco de cara a la revancha. Enzo González, desde un tiro libre, reventó el arco de Sarmiento. Luego, el mismo González tuvo un remate desde la medialuna que se fue cerca. Mientras que otra clara fue el cabezazo de Joaquín Vivani que se fue por arriba del travesaño.
El 1 de diciembre, Sarmiento consiguió una victoria clave por 3-1 frente a Villa Mitre en el Estadio Ciudad de La Banda, revirtiendo la derrota 1-0 de la ida para consagrarse campeón de la Reválida del Torneo Federal A. Con este resultado, el equipo santiagueño accedió al duelo decisivo por un lugar en la Primera Nacional, donde enfrentará al ganador del Reducido de la Primera B Metropolitana, cuya final tiene a Los Andes como protagonista. El equipo local comenzó a cambiar la historia en el primer tiempo. A los 30 minutos, Pablo López abrió el marcador tras un inicio trabado. Apenas unos minutos antes, Villa Mitre había sufrido la expulsión de Gabriel Jara, quien reaccionó de manera innecesaria estando amonestado. Sobre el cierre de la primera parte, Rodrigo Herrera amplió la ventaja desde el punto penal tras una infracción que derivó en otra roja, esta vez para Víctor Manchanfico. Con dos jugadores menos, los bahienses se fueron al descanso con un panorama muy complicado. En el complemento, Sarmiento aumentó la diferencia a los 11 minutos con un gol de Raúl Chamorro que parecía sentenciar la serie. Sin embargo, Villa Mitre mostró carácter: a pesar de jugar con dos menos, Sebastián Jeldres descontó desde el punto penal a los 16 minutos. Poco después, el local quedó con 10 jugadores por la expulsión de Francisco García, lo que mantuvo la tensión hasta el final. El marcador no se movió, y Sarmiento celebró la clasificación al partido decisivo por el ascenso. Ahora, el equipo bandeño esperará para medirse con el ganador del Reducido de la Primera B.  
Definición por el tercer ascenso
Sarmiento cayó 1-0 ante Los Andes y volvió a quedar en las puertas del ascenso a la Primera Nacional, tal como sucedió en la final ante Central Norte en Catamarca, donde perdió por penales.

### Copa Argentina 2025
Sarmiento de La Banda quedó eliminado en los 32avos de final de la Copa Argentina tras caer 2-1 ante Estudiantes de La Plata en el estadio 15 de Abril de Santa Fe. Estuvo cerca de la hazaña, pero un gol en los minutos finales sentenció su despedida del certamen más federal del país. A los 22 minutos, Estudiantes abrió el marcador con un tiro libre de Joaquín Tobio Burgos que, tras un rebote, terminó dentro del arco. Pese a la ventaja, el equipo de Eduardo Domínguez no tuvo un trámite sencillo y sufrió ante un Sarmiento aguerrido que no bajó los brazos. En el segundo tiempo, la ilusión se encendió cuando Axel Ochoa marcó el empate a los 28 minutos. La situación se puso aún más favorable para Sarmiento cuando, apenas minutos después, Edwuin Cetré vio la tarjeta roja y dejó al Pincha con un hombre menos. Estudiantes reclamó un penal sobre José Sosa a los 85', pero el árbitro Luis Lobo Medina desestimó el pedido. Sin embargo, cuando todo parecía encaminarse a los penales, apareció el juvenil Fabricio Pérez, quien a los 44 minutos selló el 2-1 definitivo y le dio el pase de ronda a los platenses.

## Comisión Directiva
| Comisión directiva (2022-presente) |
| |
| - Presidente: Pablo Andrés Rojo - Vicepresidente: Luis Gaggero - Secretario General: Julián Ruiz - Prosecretario: Omar Jaimez Vittar - Tesorero: Ángel Morales - Protesorero: Mario Garay - Vocal Titular 1.º: Omar Rojo - Vocal Titular 2.º: Oscar Ledesma Abdala - Vocal Titular 3.º: Richard Jaimez Vittar - Vocal Titular 4.º: Silvia Giménez - Vocal Titular 5.º: Nelson Jaimez Vittar - Vocal Suplente 1.º: Sergio Garay - Vocal Suplente 2.º: Juan Paz - Vocal Suplente 3.º: María Gómez - Vocal Suplente 4.º: Franco Santucho - Vocal Suplente 5.º: Rolando Gerez - Comisión Revisadora de Cuentas: - Titulares Gustavo Pereyra René Ruiz Pablo Gaggero - Suplentes Diego Domínguez Leandro Gaggero Pablo Cisneros |
| |

## Instalaciones
Un empleado que controlaba el funcionamiento del canal bandeño (de apellido Macció), gestionó la donación del terreno que actualmente ocupa. El primer presidente de Sarmiento fue Ramón Rosa Pérez. Entre los presidentes que se destacaron figuran Juan Jiménez García, Dr. Mario Ledesma, R. Máculus, César H. López, Manuel Bellido, E. Carabajal, Dr. Adle, Prof. Suárez, Prof. Ledesma, Dr. Montes, Buti Suárez, Dr. Julio Campos, Campos, Tagliapietra, Walter Cordero, Emir Faisal, Chiqui Suárez, entre otros.

### Estadio
El estadio está ubicado entre Avenida Libertador y calle Soler en la zona centro de La Banda. Su nombre se llama Ciudad de La Banda, en referencia a la ciudad en que se encuentra ubicado y cuenta con una capacidad aproximada para 8.000 personas. En las décadas del 20 y del 30 se construyó el tapiado perimetral, el alambrado olímpico y las tribunas. En 1960 se construyó el túnel de ingreso al campo de juego. A pesar de ser un viejo escenario, en los últimos años se inauguró una tribuna de cemento detrás de uno de los arcos.

## Uniforme

### Indumentaria y patrocinador
| Período       | Proveedor    |
| ------------- | ------------ |
| 2010          | L&H Deportes |
| 2011-2012     | Mebal        |
| 2013–2015     | Bandera de ? |
| 2016–2022     | Adhoc        |
| 2023–2024     | Velmart      |
| 2025-presente | Adhoc        |

| Período       | Patrocinador                                                                  |
| ------------- | ----------------------------------------------------------------------------- |
| 2010-2012     | Municipalidad de La Banda/L&H Deportes                                        |
| 2013-2015     | Municipalidad de La Banda                                                     |
| 2016–2022     | Municipalidad de La Banda/Gobierno de Santiago del Estero                     |
| 2023          | Municipalidad de La Banda/Gobierno de Santiago del Estero/EnleoCat            |
| 2024–presente | Municipalidad de La Banda/Gobierno de Santiago del Estero/Mijovi Constructora |

## Rivalidades

### Central Argentino
Su clásico rival es el Club Central Argentino, rivalidad que se denomina como el Clásico Bandeño.

## Jugadores

### Plantilla 2025
- Actualizado el 15 de enero de 2025

## Datos del club
Total de temporadas en AFA: 24
- Temporadas en primera división: 0
- Temporadas en segunda división: 1
  - Torneo Regional: 1 (1982-83)
    - Mejor posición en segunda división: Fase de grupos (1982/83)
- Temporadas en tercera división: 2
  - Torneo Federal A: 2 (2024, 2025)
    - Mejor posición en tercera división: 2.° (2024)
- Temporadas en cuarta división: 15
  - Torneo Argentino B: 7 (1995-96 - 1996-97, 2003-04, 2010-11 - 2013-14)
  - Torneo Federal B: 4 (2014 - 2017)
  - Torneo Regional Federal Amateur: 4 (2019, 2021-22 - 2023-24)
    - Mejor posición en cuarta división: 1.° (2023-24)
    - Peor posición en cuarta división: Primera fase (7 veces)
- Temporadas en quinta división: 6
  - Torneo del Interior: 6 (2005 - 2010)
    - Mejor posición en quinta división: 1.° (2010)
    - Peor posición en quinta división: Primera fase (dos veces)
- Participaciones en Copas nacionales: 6
  - Copa Argentina: 6 (1969, 2011-12 - 2014-15, 2025)
    - Mejor posición en Copa Argentina: Octavos de final (1969)

## Palmarés
| Torneos Nacionales                    | Torneos Nacionales | Torneos Nacionales |
| Competición                           | Títulos | Subcampeonatos     |
| Tercera división                      | Tercera división | Tercera división   |
| ------------------------------------- | --- | ------------------ |
| Torneo Federal A (0/1)                | | 2024.              |
| Cuarta división                       | |                    |
| Torneo Argentino B (0/1)              | | 1995/96            |
| Torneo Regional Federal Amateur (1/0) | 2023/24 |                    |
| Quinta división                       | |                    |
| Torneo del Interior (1/0)             | 2010 |                    |
| Torneos Regionales                    | |                    |
| Competición                           | Títulos | Subcampeonatos     |
| Liga Santiagueña de Fútbol (25)       | 1932, 1934, 1937, 1947, 1982, 1984, 1987, 1996 (2), 1998 (2), 2002, 2003 (2), 2005 (2), 2006, 2007, 2009, 2010, 2017 (2), 2018 | Se desconoce.      |